# Micheline Kahn (actrice)
Pour les articles homonymes, voir Kahn et Micheline Kahn.
Micheline Kahn, née le 18 septembre 1949 dans le 16e arrondissement de Paris et morte le 11 mai 1994 dans le 15e arrondissement de Paris, est une actrice française.
Elle est la mère de l’actrice Émilie Gavois-Kahn, Alice Gill-Kahn (metteuse en lumière et régisseuse générale de spectacles), Victoria Patricot (interprète en langue des signes française) et Ferdinand Patricot.

## Filmographie
- 1970 : Tout spliques étaient les Borogoves  de Daniel Le Comte
- 1972 : Mauprat de Jacques Trébouta (TV) : la servante
- 1973 : Les Aventures de Rabbi Jacob : Hanna, la jolie rousse juive
- 1975 : Calmos : Geneviève
- 1980 : Le Coup du parapluie : Une contractuelle
- 1980 : Le Roi des cons
- 1981 : Nous te mari-e-rons de Jacques Fansten (TV) : Odette
- 1986 : Le Rire de Caïn : Mme Hanoffe (participation)
- 1988 : Tribunal (série télé) : Maître Jacquet

## Théâtre
- 1973 : Harold et Maude de Colin Higgins, mise en scène Jean-Louis Barrault, Théâtre Récamier
- 1974 : Le Suicidaire de Nikolaï Erdman, mise en scène Jean-Pierre Granval, Théâtre Récamier
- 1974 : Ainsi parlait Zarathoustra de Friedrich Nietzsche, mise en scène Jean-Louis Barrault, Théâtre d'Orsay
- 1975 : Christophe Colomb de Paul Claudel, mise en scène Jean-Louis Barrault, Théâtre d'Orsay
- 1977 : Vive Henri IV ! ou la Galigaï de Jean Anouilh, mise en scène Nicole Anouilh, Théâtre de Paris
- 1980 : Harold et Maude de Colin Higgins, mise en scène Jean-Louis Barrault, Théâtre d'Orsay
- 1981 : Peer Gynt d'Henrik Ibsen, mise en scène Patrice Chéreau, TNP Villeurbanne,   Théâtre de la Ville